# Habenaria hirsutitrunci
Habenaria hirsutitrunci är en orkidéart som beskrevs av Graham Williamson. Habenaria hirsutitrunci ingår i släktet Habenaria och familjen orkidéer. Inga underarter finns listade i Catalogue of Life.